# Vinko Kalinić
Vinko Kalinić (1974.), hrvatski pjesnik iz Komiže. Do 2009. bio u Zagrebu, nakon čega se vratio na Vis. Osmislio i pokrenuo projekt Nezavisnog informativno-zabavnog portala “Moj otok Vis”. Brzo je postao cijenjen. Sve je krenulo kad ga je pjesnikinja Duška Vrhovac iz Beograda nagovorila poslati pjesme na nekoliko adresa. Uvršten u svjetske antologije pjesama. U francuskom “Le postu” ga je antologičar, romanopisac i publicist Marc Galan uvrstio u serijal “Poètes d’Europe” u kojem su izabrani ponajbolji suvremeni europski pjesnici. S hrvatskog na francuski preveo ga je francuski pjesnik Athanase Vantchev de Thrac. Fernando Sabido Sánchez, ugledni španjolski pjesnik i antologičar iz Madrida, uvrstio ga je u antologiju svjetske poezije “Poetas para el siglo XXI” (Pjesnici za XXI. stoljeće). Doktor i profesor književnosti na Universidad de Chile, čileanski pjesnik i antologičar Andrés Morales uvrstio ga je u antologiju poezije. Glavni tajnik Svjetske asocijacije pjesnika “Poetas del Mundo” Luis Arias Manzo, imenovao je Kalnića veleposlanikom ove asocijacije za Hrvatsku. Asocijacija okuplja više od sedam tisuća pjesnika iz cijeloga svijeta. Autor pjesme Pjesma o mojoj zemlji (Kad kažem H r v a t s k a...).

## Vanjske poveznice
- Vinko Kalinić
- Hrvatsko građansko društvo Crne Gore - Kotor Naši suradnici: Vinko Kalinić